# Herrenhof
Herrenhof è un comune della Turingia, in Germania.
Appartiene al circondario di Gotha ed è amministrato sussidiariamente dal comune di Georgenthal.